# Heinz Otten (Fußballspieler, 1953)
Heinz Otten (* 13. September 1953) ist ein ehemaliger deutscher Fußballspieler und -trainer.

## Karriere

### Als Spieler
Ottens erste Station im Herrenbereich war der TuS 08 Langerwehe, von dem er zur Saison 1977/78 zum seinerzeitigen Zweitligisten Alemannia Aachen wechselte. Bei der Alemannia kam er unter Trainer Gerhard Prokop nur in der ersten Saisonhälfte zum Zuge und bestritt elf Spiele. Am Ende der Spielzeit kehrte er wieder nach Langerwehe zurück. Dort spielte er in der Oberliga Nordrhein, 1981 stieg man ab. Später war er noch bei der SG Düren 99 (Oberliga Nordrhein), beim SV Nothberg und Germania Dürwiß aktiv.

### Statistik
| Liga          | Spiele (Tore) |
| ------------- | ------------- |
| 2. Bundesliga | 11 (0)        |
| Wettbewerb    |               |
| DFB-Pokal     | 07 (1)        |

### Als Trainer
1988 begann er als Trainer bei Schwarz-Weiß Düren. Nach vier Jahren folgte 1992 ein Engagement bei Germania Teveren. Gleich in der ersten Saison gelang dem Landesliga-Aufsteiger der Aufstieg in die Oberliga Nordrhein und in der folgenden Saison der Klassenerhalt, wenngleich die Oberliga ab 1994 durch die Einführung der Regionalliga nur noch viertklassig war.
In der Rückrunde 1995/96 war er Trainer des FC 06 Rurdorf. 1996/97 führte er den SSV Körrenzig zum Aufstieg in die Verbandsliga. Während der Saison 1999/2000 übernahm er ein zweites Mal beim FC Rurdorf das Traineramt und wurde in der Folgesaison davon wieder entbunden.
Bei seiner Trainertätigkeit bei Borussia Freialdenhoven wurde Otten eine neue Regelung zum Verhängnis, wonach die in der Oberliga tätigen Trainer eine A-Lizenz vorweisen müssen, die Otten nicht besaß. Mögliche Trainerlehrgänge waren über einen längeren Zeitraum ausgebucht und eine Übergangslösung wurde vom Verband nicht akzeptiert. Für Otten war der BC Oberzier die nächste Station, wo er später noch einmal als Abteilungsleiter Breitensport tätig war. In der Zwischenzeit coachte er von 2004 bis 2006 Germania Dürwiß.